# 食品添加物

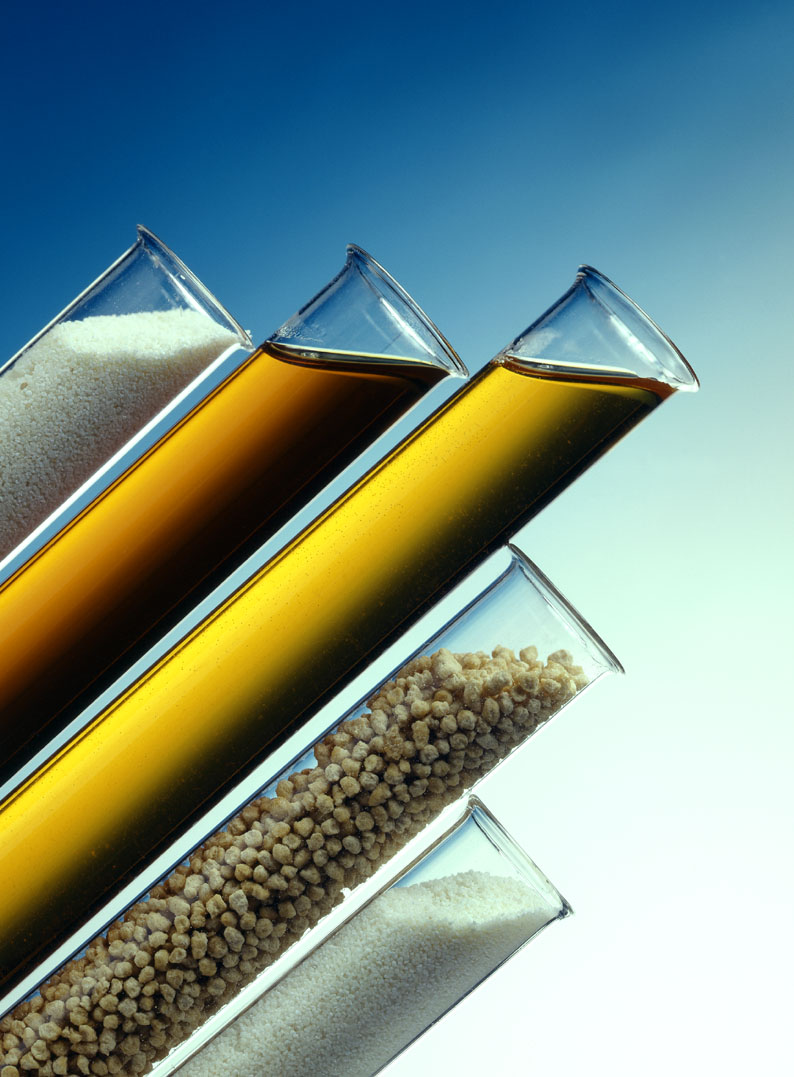
食品添加物

食品添加物（しょくひんてんかぶつ、英語: food additive）とは、食品製造の際に添加する物質のこと。広義には食品包装に使われる樹脂などを、間接食品添加物として扱う場合がある。
主な用途
- 食品の製造や加工のために必要な製造用剤
【例】豆腐を固める凝固剤（にがり　MgCl）、小麦粉から麺を作る時に加えるかんすい（鹹水）、ビールなどの濾過の際に使用する活性炭など
- 食品の風味や外観、色合いを良くするための甘味料、着色料、香料など
- 食品の腐敗・変質を遅らせて保存性を良くする保存料、酸化防止剤など
- 食品の栄養成分を強化する栄養強化剤

また、化学合成によるものと、そうでないものに分類される。
- 天然の動植物から化学合成ではない加工によって作るもの
- 化学合成で作られるもの
  - 天然に存在する化学合成物（ビタミンなど）
  - 天然に存在しない化学合成物（コールタールから作られるタール色素など）

## 国際機関
1956年、WHO（世界保健機関）は、JECFA (Joint FAO/WHO Expert Committee on Food Additives、FAO/WHO合同食品添加物専門家会議) を設立した。
JECFAは、ADI (Acceptable Daily Intake、一日摂取許容量) を算出している。動物を用いて慢性毒性、急性毒性、発がん性、催奇性などがリスク評価され、健康へ影響を与えない量であるADIが算出される。
1962年にコーデックス委員会（(FAO/WHO合同食品規格委員会、CAC: Joint FAO/WHO Codex Alimentarius Commission) が設立され、食品の国際的な規格を策定している。
ADIは具体的には下記のような記載方法をとる。

・暫定ADI (Temporary ADI)
追加データが得られるまでの期間､暫定的に設定されたADI｡安全係数は通常大きく設定されている。
例）流動パラフィン

・ADI を特定しない (Not specified)又は制限しない (Not limited)
摂取量の上限値を数値で明確に定めないADI は､極めて毒性の低い物質に限られるもので､食品中に常在する成分､又は食品とみなし得るもの若しくはヒトの通常の代謝物とみなし得るものに設定される。入手(化学的な､生物学的及び毒性学上の)データにより､目的とする効果を得るために必要な量でのその物質の使用､及び食品中に存在するものからもたらされる当該物質の毎日の摂取が､健康に危害をもたらさないことが示されている。この理由及び個々の評価で示した理由に基づき､mg/kg/日でADI を設定する必要がないと考えられる。
例）L－アスコルビン酸、炭酸カルシウム、グルタミン酸ナトリウム

・ADI 設定せず (No ADI allocated)
(a) データが十分になく未評価の場合､
(b) JECFA 求めた追加データが提供されなかった場合
(c) 安全性許価の結果､食品添加物としての使用は不適当とされた場合
などにこの用語が用いられる。(c)の場合､"使用禁止"(Not to be used)､従来設定されていたADIが新たな毒性情報により､取消された場合､"削除" (Withdrawn)の用語が用いられる。
例）金（金属）

・現在の使用を認める (Acceptable)
現在の特定用途(及び摂取量下での)使用は毒性学的に問題がないと考えられる場合に用いられる。
例）アセトアルデヒド、DL－アラニン

・LGMP (Limited by Good Manufacturing Practice)
当該食品添加物の食品への使用は､技術上､官能上又は他の理由からおのずから制限される。したがって､当該添加物は最大限度値設定の対象とする必要はない。
例）エタノール

・Group ADI
毒性学的に同様の作用を示す一群の化合物について､基本骨格の化合物若しくは総量で許容量を設定することにより､それら化合物の累積的な摂取を制限している一日摂取許容量。

・MTDI (最大耐容一日摂取量､Maximum Tolerable Daily Intake)
この記号は(たとえば､リン酸塩としてのリンのように)必須栄養素であり､かつ食品の中には必ず存在する成分につき記載するときに用いる。 
例）ピロリン酸四カリウム、ピロリン酸ニ水素カルシウム

・PTWI (暫定週間耐容摂取量)
重金属類のような蓄積性のある化学物質(コンタミナント)の安全度を表わす。健全で栄養のある食品に必ず混在する化学物質に対するヒトの週間耐容暴露量である。
例）グルコン酸第一鉄、硫酸アルミニウムカリウム（焼ミョウバン）

## 日本
日本では着色料などが古来使用されてきたが、有害性に対する認識は広く持たれていなかった。それに加え明治維新以降の開国により、毒性が当時不明であった外国産の色素が多数輸入されてきた。このため、1876年（明治9年）に東京府が食品へ外国製着色料を使用することを禁じ、日本の食品添加物規制が始まったとされている。
その後も中毒事件が多発したこともあり、「飲食物其ノ他ノ物品取締ニ関スル法律」および関連する法律が1900年（明治33年）からの数年間に公布され、食品添加物関連への統括的な制限・規制が始まった。しかしながら、その後もサッカリン、ズルチンなどの有害指定された甘味料の不正利用は続き、第二次世界大戦中には一部使用が解禁されている。また防腐剤としては、サリチル酸、ナフトール、亜硝酸等に関する議論が、第二次世界大戦前から続けられた。
- 1947年、食品衛生法が制定される。

食品衛生法では、第4条第2項で「食品の製造の過程において又は加工若しくは保存の目的で、食品に添加、混和、浸潤その他の方法によって使用するものをいう」と定義され、種類や量が規制されている。添加物は安全が確認されたものを指定し使用できた（ポジティブリスト）。当初の使用してもいいと指定された食品添加物の数は、60種類であった。
- 1957年、1955年に起こった森永ヒ素ミルク中毒事件によって食品衛生法が見直され、化学合成されたものは指定したもの以外に添加できないこととなった。こうして、1960年代まで指定添加物が急増していき、その数は350程度となった。
- 1969年、合成甘味料のチクロに発がん性が見つかり指定を取り消された。※日米以外では追試の結果、無害として使用が再開されている。
- 1974年、合成保存料のフリルフラマイド（AF2）に発がん性が見つかり指定を取り消された。
- 1991年、物質名の表示の義務付け。
- 1995年、天然由来の添加物も指定制となる。しかし、天然由来の添加物は安全性が評価されずに既存添加物と分類された。
- 1998年、「既存添加物の安全性評価に関する研究調査（平成8年度調査）」[4]によって、既存天然添加物489品目のうち、139品目に速やかな調査が求められるが残りは安全性が高いものであると結論された。以降、安全性の報告が継続される。
- 2000年、「既存添加物の安全性評価に関する研究調査（平成11年度調査）」[5]。
- 2004年、「既存添加物の安全性の見直しに関する調査研究（平成15年度調査）」[6]。
- 2005年、「既存添加物の安全性の見直しに関する調査研究（平成16年度調査）」[7]。
- 2007年、「既存添加物の安全性の見直しに関する調査研究（平成19年度調査）」[8]。

2005年6月1日時点で、指定されている添加物は361品目、既存添加物名簿に収載されているもの450品目、天然香料が600品目許可されている。また、エタノールやブドウ果汁などが「一般に食品として飲食に供されている物であって添加物として使用されるもの」として一般飲食物添加物100品目が定められている。
安全性は、ADIと実際に摂取している量を比較するリスク評価により判断される。マーケットバスケット方式を用いた食品添加物一日摂取量調査結果によれば、安全性上問題ないレベルであることが確認されている。
食品添加物について、日本の基準と外国の基準はいまだ統一はなされていない・このため、輸入食品から日本では許可されていない添加物が検出されることがある。日本では上記のように食品添加物は指定制度を取っているため、指定されていない添加物は「無認可」となる。「無認可」という表現は、安全性上の問題があって禁止されていると誤解が生じることもある。
輸入の柑橘類の果物に使われるポストハーベスト農薬は食品添加物に分類されている。

### 表示
食品添加物が食品加工の際、添加される段階、また添加の目的、添加物の名称、使用量などを一般消費者にもわかりやすく表示する方法としては、食品加工の際の衛生管理工程図であるHACCP（ハサップ）に、食品添加物の投入や使用の工程、添加物名及び使用数量を明記して一般消費者向けに開示することが考えられる。

もし食品製造工程に企業秘密が存在するのであれば、食品の製法特許で食品製造者の知的財産権を保護して、HACCPを一般消費者に開示する方法も考えられる。
食品衛生法によって食品添加物に関わる製品への表示が定められている。その表示方法は下記の通り。
1. 一定の条件により表示が免除される。
2. 「一括表示」も認められている。
3. 使用した重量に対して多い順に、定められた方法で表示しなければならない。
  1. 原則的に正式な物質名で表示する。ただし一般的な別名や簡略名がある物質は、代わりにその名前で表記されているものがある（例：ビタミンC、重曹）[10]。

#### 表示免除
以下に述べる食品添加物は、食品衛生法により製品への表示を免除されている。
- 食品の原材料の製造又は加工の過程で使用され、その食品の製造過程では使用されない食品添加物で、最終食品に効果を発揮することができる量より明らかに少ない場合（キャリーオーバー）。人間の五感（味覚、嗅覚、視覚）で判別できるような、調味料、香料および着色料といった添加物には原則としてキャリーオーバーは認められない[10]。
- 食品の加工の際に使用される添加物のうち、食品の完成前に除去されたり、中和されたりするもの（加工助剤）[10]。
- 栄養強化の目的で使用される食品添加物。ただし、農林物資の規格化及び品質表示の適正化に関する法律（JAS法）における個別の品質表示基準で表示義務のあるものは免除されない[10]。
- 店頭でのバラ売り（包装していない）、及びパン屋のパンなど店内で製造・販売するもの[10]。
- 食品ひとつひとつのパッケージが小さいもの（30平方センチメートル以下）[10]。

#### 一括表示
これは食品添加物が同じ目的のために複数用いられる場合は、個別の食品添加物の名称を表示しなくとも「一括表示」してよいということである。一括表示できるのは次の14種類。
- イーストフード
- ガムベース
- 香料
- 酸味料
- 調味料

- 豆腐用凝固剤
- 乳化剤
- かんすい
- pH調整剤
- 酵素

- 膨張剤
- 苦味料
- 光沢剤
- 軟化剤

#### 重量順に表示
この表示方法は、使用した重量に対して多い順、なおかつ下記に述べている3つの表示方法に沿って、表示しなければならない。
- 物質名（物質名そのものを表記）
- 用途名（目的を併せて表記）
- 一括名（似た効果を一括表記）

## アメリカ合衆国
- 1906年、連邦純正食品・薬品法（英語版） (Pure Food and Drug Act) が国会を通過した。危険性のある添加物の使用を禁じる内容であった。
- 1907年、条例により、80余り流通していたコールタールを原料とするタール色素は7種類のみ使用可能で他は禁止となった[11]。（1973年に、さらに4種が禁止になった[11]。のちに赤色2号と赤色3号も禁止となったため、この時までに流通していたものは青色2号のみが残っていることになる。）
- 1938年、連邦食品・医薬品・化粧品法 (Food, Drug, and Cosmetic Act) が制定される。
- 1958年、食品添加物修正によって、デラニー条項 (Delaney Clause) が制定され、これにより発がん性のある物質の食品への使用を禁止されている。また古くから使用されてきた数百の添加物はGRAS（Generally Recognized as Safe、一般的に安全とみなされる物質）として公表された。
- 1977年、人工甘味料のサッカリンが、デラニー条項にもとづいて禁止となる。実験では、非日常的な量を与えたラットに膀胱がんが起こった。
- 1991年、サッカリンの禁止は撤回された。
- 1992年、デラニー条項は、どんな程度の発がん性でも許可しないとされる。

## ヨーロッパ
1980年代、欧州共同体 (EEC) で、E番号という表示によって、E100番台は合成着色料、E200番台は合成保存料などと分かりやすい表示に整理された。

## イギリス
1856年、ウィリアム・ヘンリー・パーキンがコールタールから染料を合成し、以降、合成染料の業界ができる。
1977年、食品添加物を除去するファインゴールドの食事療法はイギリスにも知れ「注意欠陥・多動性障害の子供をサポートする会」につながった。
1986年、ラベル表示を義務付ける法案が施行する。
2009年末より、メーカーが自主規制するよう勧告されているタール色素：赤色40号、赤色102号、カルモイシン、黄色4号、黄色5号、キノリンイエロー

## 食品添加物の是非

### 健康を巡っての是非
合成添加物は第二次世界大戦以後に使われるようになったものが大半である。
厚生労働省が食品添加物認可前に行う各種安全性試験は、食品添加物を単品でのみ供試動物に投与するものであり、一般消費者が日々、複数の食品添加物を摂取している現状に鑑み、考えられる「複数の食品添加物同士による複合作用」は試験されていない。
タール色素を中心とした一部の添加物では各国で規制されているものが日本では流通しているため、一部消費者が安全性に異議をとなえている。こうした疑問に対しては、食品安全委員会のホームページの他、JECFAでの科学的な審議結果が参考となる。
1975年、アメリカのアレルギー医であるベン・F.ファインゴールド は『なぜあなたの子供は暴れん坊で勉強嫌いか』という著書を出版し、サリチル酸に似た構造を含む合成食品添加物の入らない食事によって、アレルギー症状が回復すると同時に半数以上の子供のADHD（注意欠陥・多動性障害）も改善されることを報告した。
1985年、英国ロンドンで最大の小児病院といわれるグレート･オーモンド･ストリート小児病院で76人の子供で二重盲検法による比較が行われ、合成着色料と合成保存料を除去した食事によって80％以上の子供に活動の収まる傾向がみられたものの、正常値までADHDが改善したのは28%であった。頭痛などの症状も改善したのは38%であった。二重盲検法で合成保存料や合成着色料を除去したらADHDの子供の73%に改善傾向が見られた。
2007年、英国食品基準庁はいくつかの合成着色料と合成保存料の安息香酸ナトリウムの混じったものが子どものADHDを増加させるという二重盲検法の結果を受けて、避けたほうがいいと勧告し2008年4月、英国食品基準庁（FSA）は注意欠陥・多動性障害(ADHD)と関連の疑われるタール色素6種類について2009年末までにメーカーが自主規制するよう勧告した。ガーディアン紙によれば、この政府勧告による自主規制の前に、大手メーカーは2008年中にもそれらの食品添加物を除去する。
2008年3月、これを受けて、欧州食品安全庁（EFSA）は、イギリスでの研究結果は1日あたりの摂取許容量（ADI）の変更にのための基準にはできないと報告した。しかし、4月イギリスは再び排除すべきだと勧告を行い、8月には欧州は摂取量の見直しをはじめ「注意欠陥多動性障害に影響するかもしれない」という警告表示がされることになると報道された。
1999年、食品添加物の危険性を指摘する『買ってはいけない』が出版され、ミリオンセラーとなった。
2005年11月、食品添加物の元セールスマンである安部司が、『食品の裏側—みんな大好きな食品添加物』を出版し、注目された。
かれは、「（食品添加物を利用することで実現した）簡単で便利な生活もいいが、その代償として失っているものは確実にある。」と述べている。

### 添加すること自体の是非
食品添加物が加えられていることを嫌がる消費者も少なくないが、例えば、豆腐やこんにゃくは、そもそも添加物を加えないと凝固しないなど、添加物がないと製造できない食品があることも事実である。育児用粉ミルクの各種ビタミン類、炭酸カルシウム、硫酸銅、硫酸亜鉛など食品添加物で必須成分を強化しなければ、乳児の健康に重篤な障害が発生しうる危険性さえあると主張する者も居る。
また、「無添加食品が無添加でない食品よりも健康に良い」という科学的証拠は全く無く、無添加などの日用品におけるゼロリスク商法は、消費者に誤解と不安を広げるだけで、加工食品に対する信頼の構築には結びつかないという意見もある。
「食品添加物の使用で、食中毒菌の繁殖を抑えられる利点を重視すべき」との指摘もある。食品添加物の製造・販売企業で構成する一般社団法人・日本食品添加物協会は、「無添加」「（食品添加物）不使用」といった表記の自粛を、食品関連業界に呼び掛ける見解を公表。問題点として「消費者の不安を利用している」「実際は添加物が使われているのに事実に反した表示が見られる」「一般に同種の食品に添加物を使わないのに無添加と強調している」といった趣旨を主張している。
一部の食品添加物はスーパーマーケットなどで、うま味調味料、製菓材料の着色料（タール色素）、サッカリンや着色料含有のたくあんの素といった漬物加工液などの形で、一般消費者向けに販売されている。

## 文化
- 中華料理店症候群
- 食品偽装問題
- Hängolin（ドイツ語版） - ドイツの軍・刑務所などで性欲を減衰させトラブルを無くす食品添加物の都市伝説

### 販売団体
- 公益財団法人日本食品化学研究振興財団
- 日本食品添加物協会